# Uniwersytet im. Adama Mickiewicza w Poznaniu
Uniwersytet im. Adama Mickiewicza w Poznaniu (łac. Universitas Studiorum Mickiewicziana Posnaniensis lub Alma Mater Posnaniensis, skr. UAM) – polski publiczny uniwersytet z siedzibą w Poznaniu. 
Od 2019 jest jedną z dziesięciu polskich uczelni posiadających status uczelni badawczej.
Poznański uniwersytet powstał 4 kwietnia 1919 dzięki staraniom członków Poznańskiego Towarzystwa Przyjaciół Nauk, lecz jego historia sięga XVII w. i jest utożsamiana z działalnością Akademii Lubrańskiego oraz posiadającego status uniwersytetu Kolegium jezuickiego, które utworzono na mocy przywileju królewskiego Zygmunta III Wazy z 28 października 1611. W czasie okupacji niemieckiej studenci i wykładowcy Uniwersytetu Poznańskiego współtworzyli podziemny Uniwersytet Ziem Zachodnich z siedzibą w Warszawie.
Struktura uniwersytetu składa się z pięciu szkół dziedzinowych, w ramach których funkcjonuje dwadzieścia jeden wydziałów, szkoły doktorskiej oraz czterech filii w Słubicach (współprowadzona z Europejskim Uniwersytetem Viadrina), Gnieźnie, Pile i Kaliszu. Na stu dostępnych kierunkach studiów i ponad dwustu specjalnościach studiuje ponad 50 tys. studentów. Uniwersytet posiada i wykorzystuje do celów naukowo-dydaktycznych szereg budynków, które są zlokalizowane na terenie Poznania, głównie w obrębie historycznego Starego Miasta, Moraska oraz Ogrodów, stanowiących trzy podstawowe kampusy. Główną biblioteką jest Biblioteka Uniwersytecka – jedna z największych bibliotek w Polsce, posiadająca w swoich zbiorach największą w Europie kolekcję masoników, w tym pierwsze wydanie tzw. Konstytucji Andersona. W 2016 rozpoczęto tworzenie Muzeum Uniwersytetu im. Adama Mickiewicza w Poznaniu.
Uniwersytet im. Adama Mickiewicza jest członkiem wielu stowarzyszeń zrzeszających uniwersytety, w tym SGroup – Universities in Europe, Compostela Group of Universities oraz EPICUR, European University Alliance.

## Nazwa
Pierwszą nazwą uczelni pojawiającą się w dokumentach jest Uniwersytet Polski w Poznaniu, użytą w obwieszczeniu Komisariatu Naczelnej Rady Ludowej z dnia 30 stycznia 1919, powołującym z dniem 1 kwietnia 1919 Wydział Filozoficzny jako zaczątek Uniwersytetu. Rozporządzeniem Komisariatu Naczelnej Rady Ludowej z dnia 10 maja 1919 uczelnia otrzymała nazwę Wszechnica Piastowska. Na wniosek senatu uczelni minister byłej dzielnicy pruskiej, Władysław Seyda, rozporządzeniem z dnia 10 kwietnia 1920 postanowił, że urzędowa nazwa uczelni brzmieć będzie Uniwersytet Poznański. Podczas II wojny światowej, w latach 1940–1944, Uniwersytet Poznański działał w Warszawie jako tajny Uniwersytet Ziem Zachodnich. 24 grudnia 1955 patronem uniwersytetu został Adam Mickiewicz – uczelnia otrzymała nazwę w brzmieniu Uniwersytet im. Adama Mickiewicza w Poznaniu. Oficjalnie stosowano jednak nazwę Uniwersytet im. Adama Mickiewicza, która uchwałą senatu uczelni w dniu 25 stycznia 2010 uzupełniona została o słowa w Poznaniu.

## Historia

### Szkoła Lubrańskiego (1519–1780)
Początki akademickości w Poznaniu sięgają Szkoły Lubrańskiego (nazywanej także Akademią lub Collegium). Była to druga w kraju, obok krakowskiej, uczelnia o charakterze akademickim. Starania o powstanie Akademii podjął biskup poznański Jan Lubrański. 29 lipca 1519 roku biskup uzyskał przywilej królewski od króla Zygmunta Starego na powołanie akademii kształcącej na poziomie uczelni wyższej. Akademia nie miała jednak prawa nadawania stopni naukowych – w tym względzie Akademia Krakowska posiadała monopol. Szkoła Lubrańskiego nie przetrwała jednak próby czasu – zamknięto ją w 1780 roku w wyniku reform Komisji Edukacji Narodowej.

### Starania o odrodzenie akademickości (1780–1861)
Poznaniacy protestowali przeciwko działaniom KEN pozbawiającym miasto oprócz Akademii, także Kolegium jezuickiego. W miejsce zamkniętych ośrodków otwarto sześcioklasową Szkołę Wydziałową podlegającą krakowskiej Szkole Głównej Koronnej. Mieszkańcy Poznania domagali się utworzenia trzeciej w kraju Szkoły Głównej (oprócz krakowskiej jednostki Szkoła Główna działała także w Wilnie). W wyniku buntu poznaniaków otwarto tzw. szkołę narodową, czyli wojewódzką.
Okres zaborów nie sprzyjał zabiegom o powrót akademickości do Poznania. Ponieważ zaborca pruski potrzebował dobrze wykształconych urzędników, postawiono na rozwój uniwersytetów w Królewcu i Frankfurcie nad Odrą. W ten sposób narzucano Polakom kulturę niemiecką oraz sprzyjano asymilacji społeczeństwa. Składane przez deputowanych polskich petycje w sprawie utworzenia uniwersytetu były odrzucane na sejmach krajowych: w 1827 wniosek złożył Hieronim Zakrzewski z powiatu śremskiego, w 1843 ziemianin Wojciech Lipski. W 1851 August Cieszkowski podjął starania w sejmie pruskim w Berlinie – nadal bezskutecznie. Hrabia wniosek ponowił kilkukrotnie, po raz ostatni w 1861 – za każdym razem otrzymując decyzję odmowną z różnych przyczyn, od stałej niechęci rządu pruskiego począwszy, a kończąc na braku zrozumienia u innych posłów konieczności walki o polską edukację.
Jako kompromis, w odpowiedzi na konieczność kształcenia w ośrodkach niemieckich oraz brak możliwości utworzenia uniwersytetu w Poznaniu, powstał pomysł utworzenia tzw. uniwersytetu krajowego o charakterze niemiecko-polskim. Pomimo entuzjazmu jaki wzbudzał, projekt zakończył się fiaskiem. Tym samym upadły starania o odrodzenie akademickości w Poznaniu w okresie zaborów.

### Akademia Królewska (1903–1918)
4 listopada 1903 roku powstała w Poznaniu uczelnia wyższego typu – Akademia Królewska, choć nie przyznano jej uprawnień do nadawania stopni i dyplomów naukowych. Na potrzeby jednostki wybudowano gmach dzisiejszego Collegium Minus oraz budynek obecnej Biblioteki Uniwersyteckiej UAM.

### Początki Uniwersytetu Polskiego (1919–1939)
Akademia działała do 1918, w którym rozpoczęto przygotowania do powołania polskiego uniwersytetu. Powołano „Komisję Organizacyjną Uniwersytetu Polskiego w Poznaniu”, w skład której weszli dr Heliodor Święcicki, ks. dr Stanisław Kozierowski, dr hab. Józef Kostrzewski oraz dr hab. Michał Sobeski. Owocem prac Komisji było powołanie, dekretem Komisariatu Naczelnej Rady Ludowej z dnia 30 stycznia 1919 roku, Wydziału Filozoficznego. W połowie maja 1919 roku rozpoczął działalność Wydział Prawa pod przewodnictwem prof. Antoniego Peretiatkowicza. Jesienią 1920 roku powołano Wydział Lekarski, nad którym pieczę sprawował prof. Adam Wrzosek.
Uniwersytet sięgnął do tradycji z XIX wieku i organizował Powszechne Wykłady Uniwersyteckie. Służyły one promowaniu uczelni i nauki. Inicjatorem akcji był Józef Kostrzewski. W Poznaniu i okolicach prowadzono otwarte wykłady przez uniwersyteckich profesorów oraz specjalistów reprezentujących poszczególne dziedziny nauki.
7 maja 1919 roku Wszechnica Piastowska rozpoczęła działalność, a w czerwcu 1919 roku dokonano wyboru pierwszego senatu uniwersyteckiego. Pierwszym rektorem został „ojciec-założyciel” prof. Heliodor Święcicki, który do sprawowania tej funkcji został wybrany aż sześciokrotnie. 10 kwietnia 1920 roku zmieniono nazwę Wszechnicy na Uniwersytet Poznański.
Uniwersytet był jednym z sześciu działających w kraju w Drugiej Rzeczypospolitej. Od początku był ośrodkiem polskiej myśli zachodniej oraz badań niemcoznawczych. Poza prężnie działającą kadrą naukową, sam Uniwersytet przeszedł zmiany strukturalne: w 1921 roku Wydział Prawa i Nauk Ekonomiczno-Politycznych zmieniono na Wydział Prawno-Ekonomiczny, 6 sierpnia 1919 roku utworzono Wydział Rolniczo-Leśny, a 25 kwietnia 1920 roku odbyło się pierwsze posiedzenie Rady Wydziału Lekarskiego. W listopadzie 1925 roku przemianę przeszedł Wydział Filozoficzny – został przekształcony w Wydział Matematyczno-Przyrodniczy oraz Wydział Humanistyczny. Wydział Lekarski pozostawiono w formie niezmienionej.

### Tajny Uniwersytet Ziem Zachodnich/Uniwersytet Rzeszy w Poznaniu (1940–1945)
W okresie II wojny światowej w Poznaniu, w miejsce Uniwersytetu Poznańskiego, otwarto Reichsuniversität Posen. Uniwersytet Rzeszy w Poznaniu nie był kontynuatorem Uniwersytetu Poznańskiego. Była to jednostka prowadzona głównie przez Niemców, której celem była likwidacja polskiej nauki i propagowanie ideologii nazistowskiej. W związku ze zdewastowaniem przez Niemców w 1939 budynków i laboratoriów badawczych oraz brakiem kadry naukowej, jednostka nie rozwijała się tak jak zakładano.
Pod koniec wojny Uniwersytet Rzeszy przestał działać.
W czasie okupacji niemieckiej wykładowcy Uniwersytetu Poznańskiego współtworzyli tzw. tajny Uniwersytet Ziem Zachodnich, działający w Warszawie do wybuchu powstania warszawskiego.

### Uniwersytet w okresie PRL (1945–1989)
Uniwersytet Poznański wznowił działalność w kwietniu 1945 roku. Nowe władze podjęły decyzję o dezintegracji Uniwersytetu poprzez zmiany w strukturze organizacyjnej:
- w styczniu 1950 roku powstała Akademia Medyczna[29] utworzona z Wydziału Lekarskiego, Studium Stomatologicznego oraz Wydziału Farmaceutycznego, a Studium Wychowania Fizycznego przekształcono w Wyższą Szkołę Wychowania Fizycznego[30].
- w styczniu 1952 roku powstała Wyższa Szkoła Rolnicza[31] z Wydziału Rolniczego, Studium Ogrodniczego oraz Wydziału Leśnego.

Poza zmianami organizacyjnymi, nastąpiły również zmiany strukturalne:
- we wrześniu 1951 roku wydział Matematyczno-Przyrodniczy przekształcono w Wydział Biologii i Nauk o Ziemi oraz Wydział Matematyki, Fizyki i Chemii,
- z Wydziału Humanistycznego również w 1951 wyodrębniono Wydział Filologiczny, a w 1952 Wydział Filozoficzno-Historyczny, który
- w 1976 przekształcono w Wydziały Historyczny i Nauk Społecznych,
- w 1984 utworzono Wydział Biologii i Wydział Nauk Geograficznych i Geologicznych, w wyniku przekształcenia Wydziału Biologii i Nauk o Ziemi,
- w 1988 z Wydziału Filologicznego wydzielono Wydziału Filologii Polskiej i Klasycznej (wydzielenie go z Wydziału Filologicznego) oraz Wydziału Neofilologii.

31 grudnia 1955 roku zmieniono nazwę z Uniwersytetu Poznańskiego na Uniwersytet im. Adama Mickiewicza, a w 1977 rozpoczęto budowę Kampusu Morasko w północnej części miasta, będącego siedzibą m.in. siedmiu wydziałów UAM.
W 1978 zawarto umowę o współpracy naukowej ze strasburskim Université des Sciences Humaines (ob. Uniwersytet im. Marca Blocha).

### Uniwersytet dzisiaj (od 1989)
Uniwersytet im. Adama Mickiewicza w Poznaniu należy do czołówki polskich uniwersytetów.

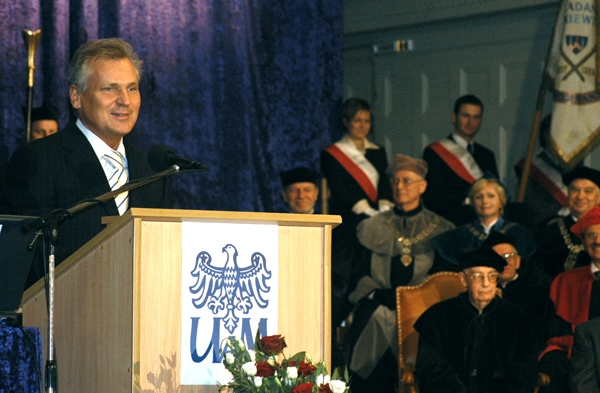
Prezydent Aleksander Kwaśniewski na uroczystej inauguracji roku akademickiego 2005/2006

W 2016 roku Komisja Europejska przyznała Uniwersytetowi wyróżnienie „HR Excellence in Research” w ramach strategii Human Resources Strategy for Researchers, która skupia się na podnoszeniu atrakcyjności warunków pracy i rozwoju kariery naukowców w krajach Unii Europejskiej.

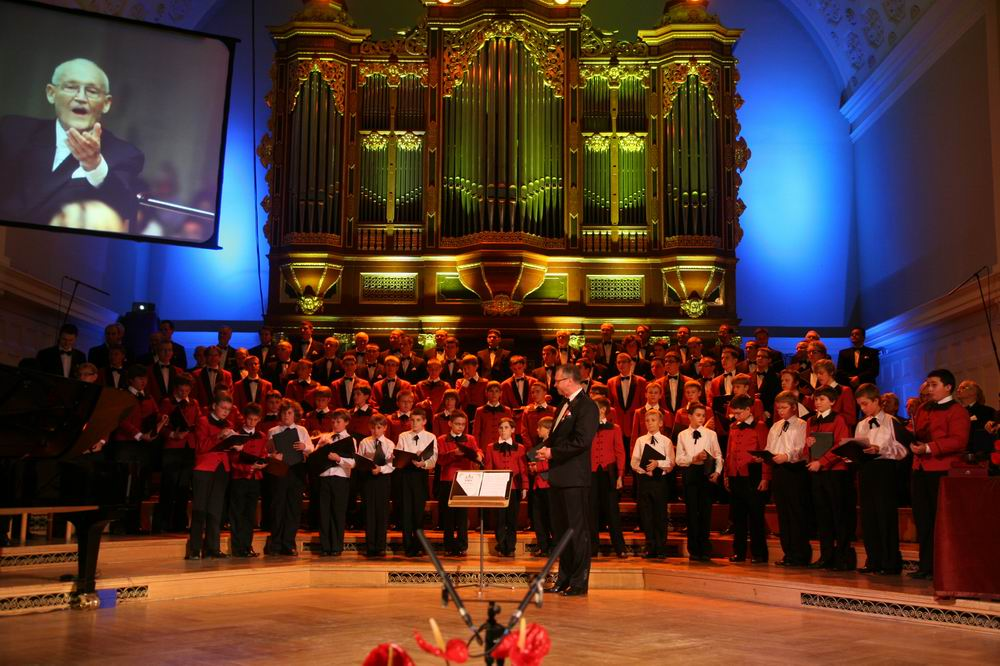
Wnętrze auli uniwersyteckiej

Od czerwca 2019 roku UAM należy do europejskiego konsorcjum uniwersytetów EPICUR, który ma status uniwersytetu europejskiego w konkursie ogłoszonym przez Komisję Europejską. Partnerami UAM są:
- Uniwersytet Strasburski (lider projektu), (Francja);
- Uniwersytet Amsterdamski (Holandia);
- Uniwersytet Albrechta i Ludwika we Fryburgu (Niemcy);
- Karlsruher Institut für Technologie (Niemcy);
- Uniwersytet w Miluzie (Francja);
- Uniwersytet Przyrodniczy w Wiedniu (Austria);
- Uniwersytet Arystotelesa w Salonikach (Grecja).

W październiku 2019 roku UAM wygrał konkurs w programie „Inicjatywa Doskonałości – Uczelnia Badawcza” organizowanym przez Ministerstwo Nauki i Szkolnictwa Wyższego, co oznacza realizację dodatkowych zadań, silnie zorientowanych na rozwój badań naukowych oraz ich umiędzynarodowienie.
Uniwersytet stanowi centrum wiedzy, w którym badania i nauczanie wzajemnie się przenikają, a nauka zgłębiana jest zarówno w wymiarze międzynarodowym, jak i krajowym oraz regionalnym. Uczelnia stale aktualizuje i poszerza swoje programy badawcze i treści nauczania, kładąc szczególny nacisk na ich interdyscyplinarny charakter.
W roku 2020 na 80 kierunkach i ponad dwustu specjalnościach studiowało blisko 37 tys. studentów studiów I i II stopnia oraz jednolitych studiów magisterskich, a na studiach doktoranckich i w Szkole Doktorskiej UAM kształciło się ponad 1300 doktorantów.
Uniwersytet im. Adama Mickiewicza w Poznaniu jest otwarty na wymianę akademicką, współpracę międzyuczelnianą oraz upowszechnianie nauki. UAM oferuje swoim studentom możliwość wymiany akademickiej w ramach projektu MOST oraz Erasmus+ – w ramach tego drugiego z wymiany korzystać może także kadra naukowa i administracyjna. Mieszkańcom Poznania natomiast, jako „Uniwersytet Zaangażowany” oferuje szeroki wachlarz zajęć w ramach Uniwersytetu Kolorowego, którego adresatami są dzieci. Istotną inicjatywą było również uruchomienie Uniwersytetu Otwartego.
Dla wzmocnienia aspektu praktycznego kształcenia, komercjalizacji badań oraz wspierania przedsiębiorczości akademickiej uczelnia współrealizuje projekt Wielkopolskiej Platformy Innowacyjnej, powołała Uczelniane Centrum Innowacji i Transferu Technologii oraz Radę Gospodarczą przy Rektorze UAM.
Rok akademicki 2018/2019 był rokiem jubileuszowym – Uniwersytet im. Adama Mickiewicza w Poznaniu świętował stulecie istnienia Uniwersytetu Poznańskiego, a także w wymiarze symbolicznym pięć wieków tradycji akademickiej.
W 1992 r. jako kontynuację procesu umiędzynarodowienia UAM rozpoczął współpracę z Europejskim Uniwersytetem Viadrina we Frankfurcie nad Odrą, której efektem jest utworzenie Collegium Polonicum w Słubicach. Uniwersytet podpisał umowy o współpracy m.in. z Amirkabir University of Technology w Teheranie, Uniwersytetem im. Christiana Alberta w Kilonii czy University of Law and Political Science of Bamako. Od 2012 roku UAM jest także członkiem EUPRIO, Stowarzyszenia Pracowników Public Relations i Komunikacji Uniwersytetów Europejskich.
W 2013 r. uczelnia została wyróżniona statuetką Dobosz Powstania Wielkopolskiego, przyznawaną przez Zarząd Główny Towarzystwa Pamięci Powstania Wielkopolskiego 1918/1919.

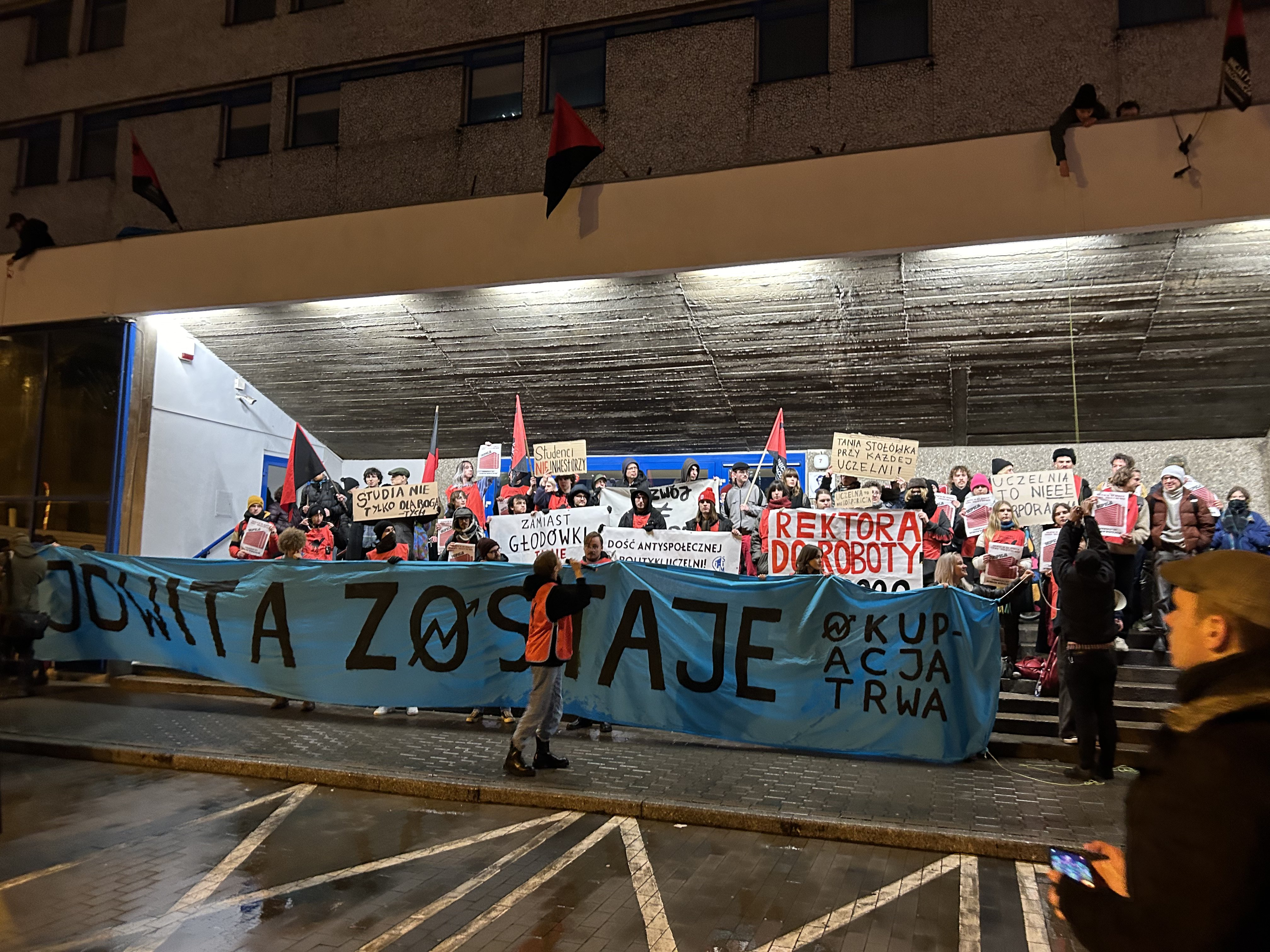
Demonstracja podczas okupacji DS Jowita w grudniu 2023 r.

W grudniu 2023 r. studenci i studentki UAM-u z których część była zrzeszona w Ogólnopolskim Związku Zawodowym Inicjatywa Pracownicza oraz osoby solidaryzujące się przez 10 dni okupowali należący do uczelni Dom Studencki Jowita w proteście przeciwko jego prywatyzacji. Mimo wielomiesięcznych planów sprzedaży obiektu przez władze rektorskie, 14 grudnia Minister nauki i szkolnictwa wyższego zadeklarował zapewnienie funduszy na remont. Podczas okupacji władze uczelni m.in. zatrudniły prywatną firmę ochroniarską oraz odcięły protestującym dostęp do prysznica. Do postulatów okupujących, oprócz zachowania Jowity w jej pierwotnej funkcji, należało zapewnienie na UAM publicznych stołówek i dobrze wyposażonych pokoi socjalnych oraz podwyższenie progu przyznawania stypendium socjalnego.
W 2024 r. w wybranych obiektach UAM - Collegium Heliodori, Collegium Novum oraz Kampusie Ogrody została uruchomiona aplikacja UAM GO, która zwiększa dostępność UAM dla osób z różnymi niepełnosprawnościami.

## Kształcenie
Proces kształcenia na Uniwersytecie im. Adama Mickiewicza w Poznaniu (UAM) odbywa się na dwudziestu dwóch wydziałach, obejmując swym zasięgiem najważniejsze dziedziny nauki: humanistyczne, społeczne, ścisłe, przyrodnicze, a także te związane ze sztuką. Studia prowadzone są w trybach: stacjonarnym i niestacjonarnym, na trzech poziomach: I, II i III stopnia.
Strategia Rozwoju UAM na lata 2020–2030 zakłada, że w przypadku studiów pierwszego stopnia UAM dążyć będzie do jak największego otwarcia na wszystkich, którzy chcą studiować, postrzegając studia jako klucz do osobistego rozwoju i do sukcesu zawodowego. Natomiast w przypadku studiów drugiego i trzeciego stopnia Uniwersytet im. Adama Mickiewicza będzie podnosić wymagania stawiane kandydatom na studia.
Troska o najwyższą jakość procesu dydaktycznego jest fundamentalnym zadaniem UAM. Uniwersytet dba o jakość kształcenia poprzez wierność zasadzie jedności badań i kształcenia oraz stałe uatrakcyjnianie i modernizację oferty dydaktycznej w celu zapewnienia studentom i absolwentom kompetencji potrzebnych na wymagającym rynku pracy.
Informacje dotyczące jednostek organizacyjnych, opisy efektów kształcenia możliwych do uzyskania na kierunkach/specjalnościach oraz przedmiotach, a także zasad punktacji ECTS i liczby punktów przypisanych poszczególnym przedmiotom można znaleźć w Katalogu ECTS, i na uczelnianej stronie USOSweb.
Studenci i absolwenci zainteresowani formułą uczenia się przez całe życie mogą korzystać z licznych form kształcenia, jakie oferuje Uniwersytet im. Adama Mickiewicza. Wśród nich są:
- Studia podyplomowe, umożliwiające zdobycie dodatkowych kwalifikacji zawodowych,
- Akademia „Artes Liberales” (AAL) i Międzykierunkowe Indywidualne Studia Humanistyczne (MISH), dające okazję łączenia różnych specjalności humanistycznych,
- Uniwersyteckie Centrum Edukacji Międzynarodowej (AMU-PIE), dzięki któremu studenci mogą uczęszczać na zajęcia prowadzone w językach obcych,
- Programy MOST i LLP Erasmus, ułatwiające mobilność studentów uczelni zarówno w kraju, jak i za granicą,
- Centrum Studiów Otwartych, oferujące mieszkańcom Wielkopolski możliwość udziału w życiu akademickim i uczestnictwa w wykładach z różnych dziedzin nauki.

Z oferty kształcenia mogą korzystać również najmłodsi uczniowie szkół podstawowych korzystając z zajęć Kolorowego Uniwersytetu UAM oraz osoby dorosłe nie będące absolwentami UAM w ramach oferty dydaktycznej Uniwersytetu Otwartego.
Na Uniwersytecie im. Adama Mickiewicza działają Parlament Studentów i Parlament Doktorantów. Ponadto z inicjatywy studentów, powstało na UAM Stowarzyszenie Studentów Niepełnosprawnych „Ad Astra”.

## Rankingi i statystyki
W Rankingu Szkół Wyższych Perspektywy 2024 UAM zajął 3. miejsce wśród uniwersytetów. Według Times Higher Education World University Rankings 2024 Uniwersytet im. Adama Mickiewicza w Poznaniu jest piątą uczelnią wyższą w Polsce.
W światowym rankingu uniwersytetów (szanghajskim) z 2024 uczelnia została sklasyfikowana na miejscach 901-1000.

## Struktura
Zmiany strukturalne po 1989 roku:
- w 1993 r. utworzono Wydział Matematyki i Informatyki oraz Wydział Fizyki, w miejsce Wydziału Matematyki i Fizyki, Wydział Studiów Edukacyjnych w wyniku przekształcenia Instytutu Pedagogiki, istniejącego w ramach Wydziału Nauk Społecznych,
- w 1998 r. powstał Wydział Teologiczny,
- w 2002 r. utworzono Wydział Pedagogiczno-Artystyczny w Kaliszu w wyniku przekształcenia tamtejszego Instytutu Pedagogiczno-Artystycznego,
- w 2008 r. utworzono Wydział Nauk Politycznych i Dziennikarstwa w wyniku przekształcenia Instytutu Nauk Politycznych i Dziennikarstwa, istniejącego w ramach Wydziału Nauk Społecznych,
- w 2012 r. utworzono Wydział Anglistyki w wyniku przekształcenia Instytutu Filologii Angielskiej, istniejącego w ramach Wydziału Neofilologii,
- w 2019 r. dokonano podziału na szkoły dziedzinowe oraz wyodrębniono nowe wydziały: Wydział Archeologii, Wydział Antropologii i Kulturoznawstwa, Wydział Filozoficzny, Wydział Geografii Społeczno-Ekonomicznej i Gospodarki Przestrzennej, Wydział Historii, Wydział Nauk o Sztuce, Wydział Psychologii i Kognitywistyki oraz Wydział Socjologii.
- w 2023 r. z Wydziału Neofilologii został wyodrębniony Instytut Etnolingwistyki, który został przekształcony w samodzielny Wydział[63].

### Szkoły dziedzinowe i wydziały
Szkoły i wydziały

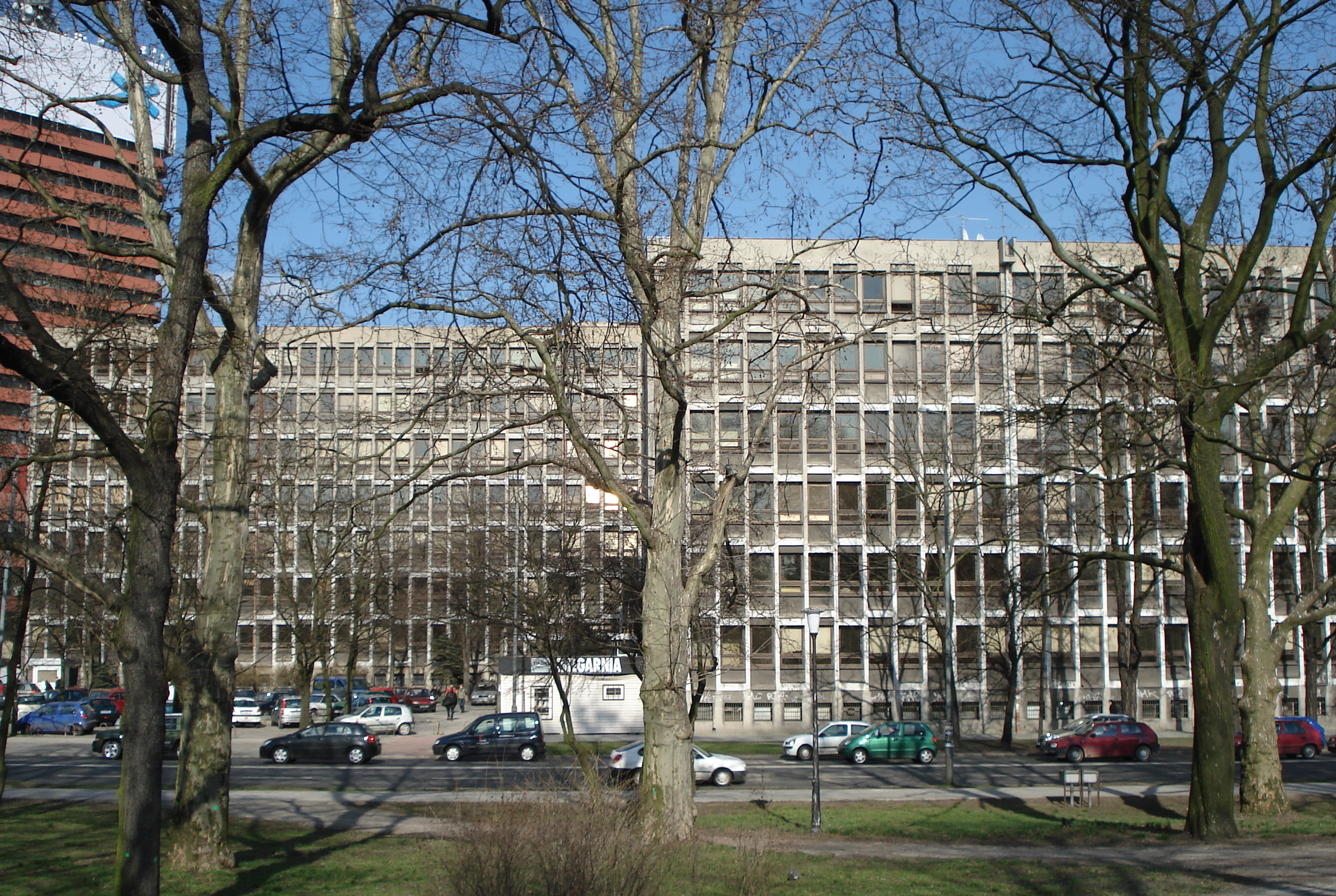
Collegium Novum siedziba m.in. Wydziału Anglistyki, Wydziału Neofilologii

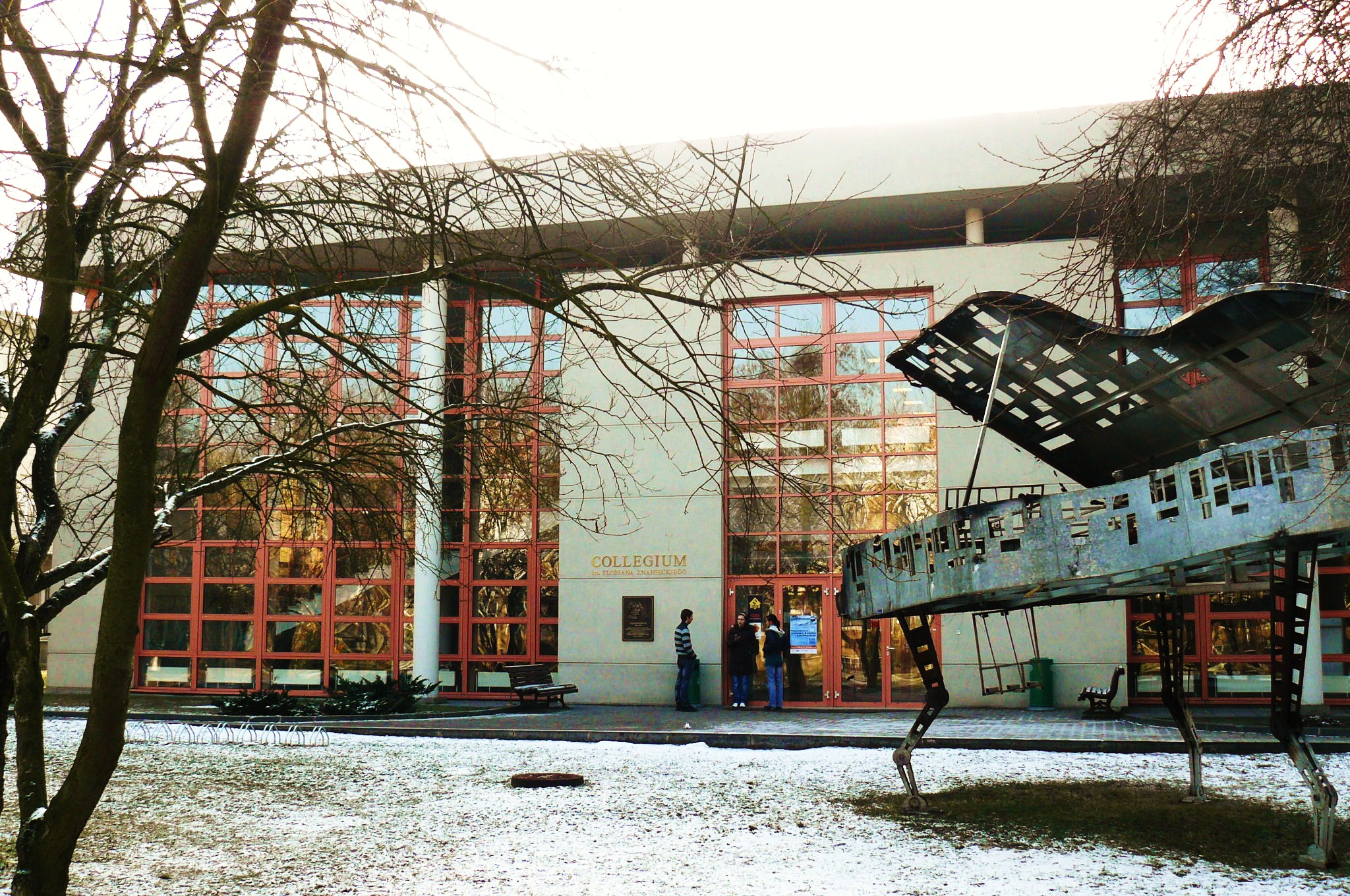
Collegium Znanieckiego siedziba Wydziału Nauk Społecznych i Wydziału Studiów Edukacyjnych

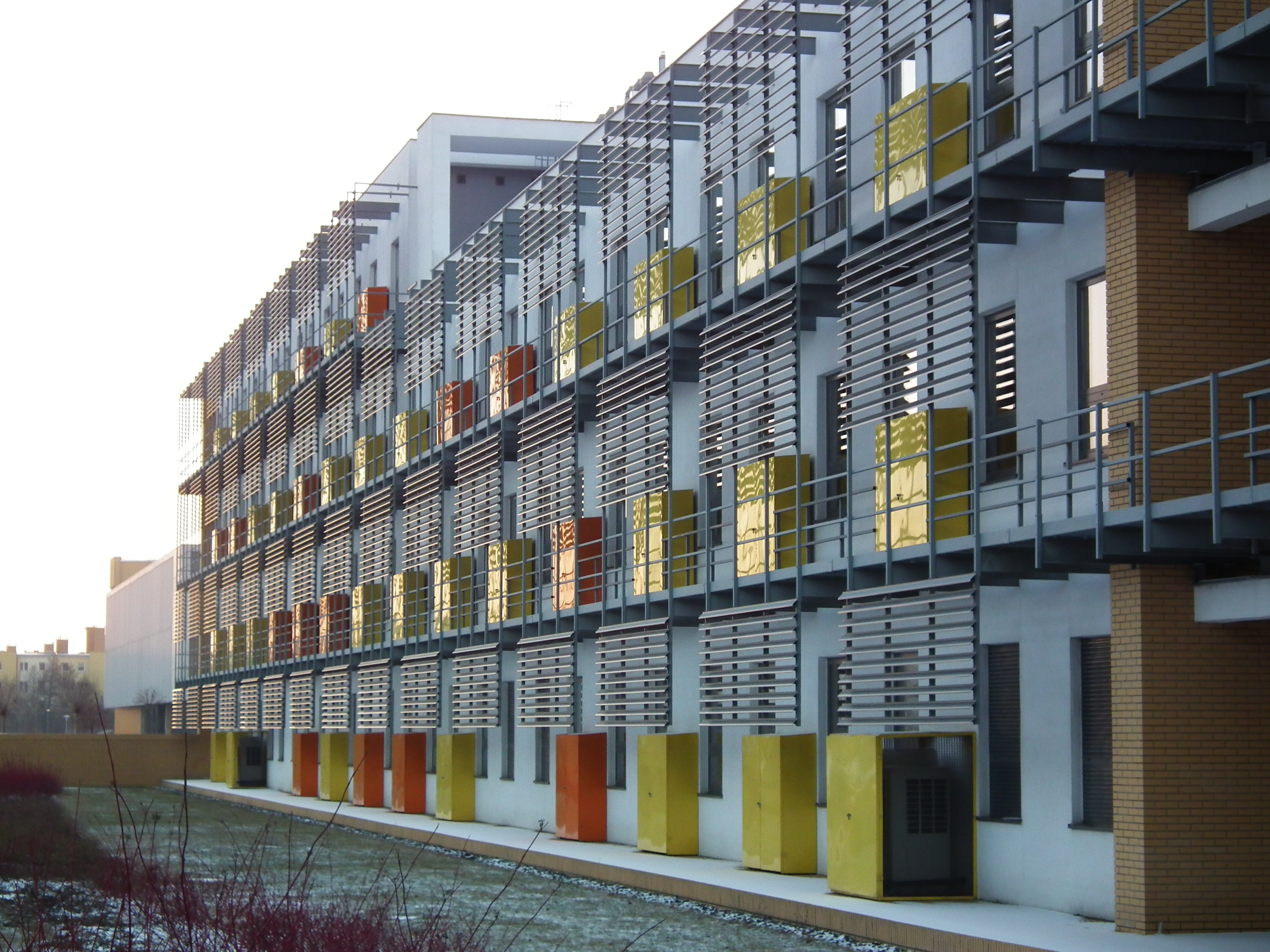
Wydział Chemii Collegium Chemicum

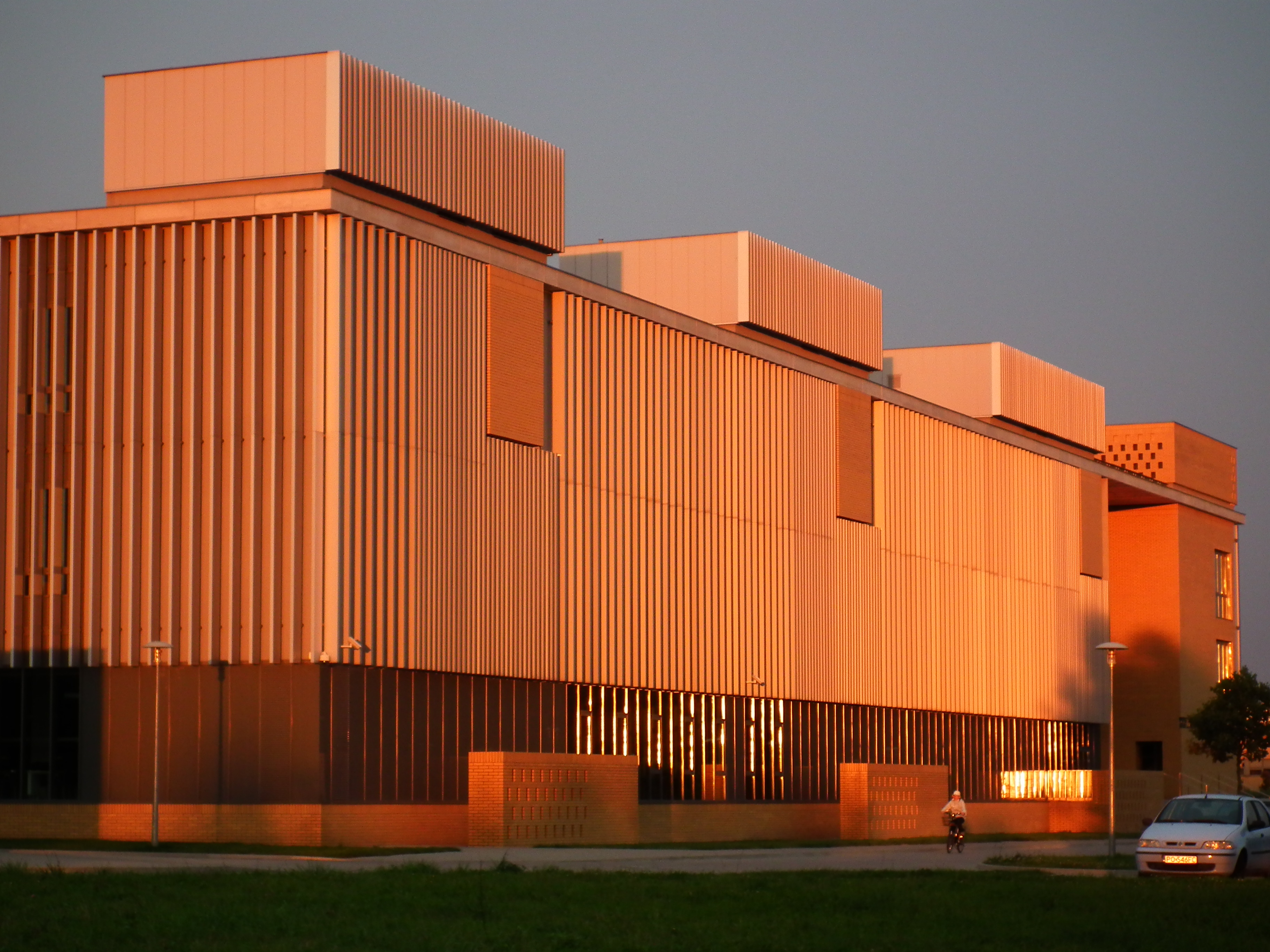
Collegium Historicum

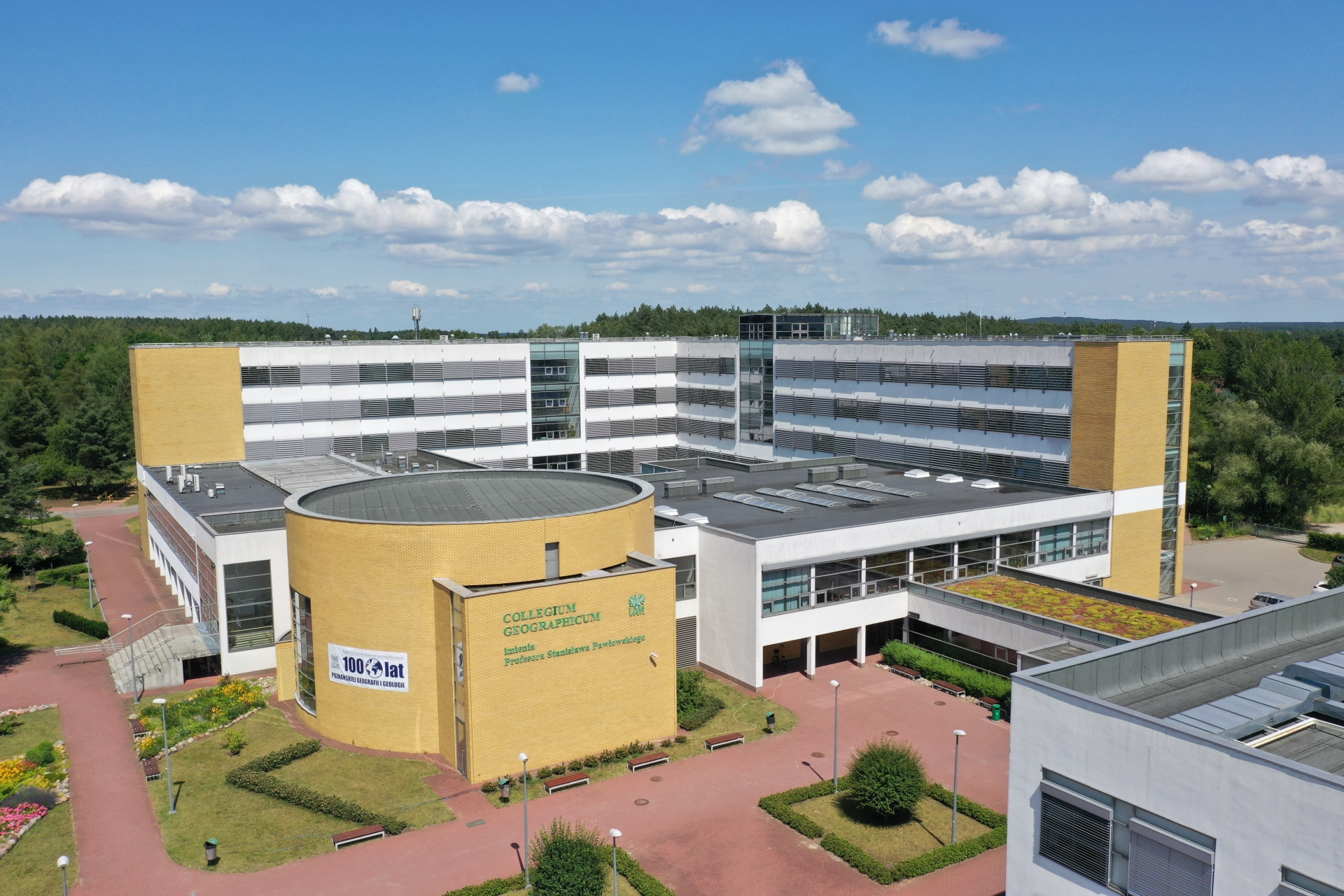
Wydział Nauk Geograficznych i Geologicznych Collegium Geographicum

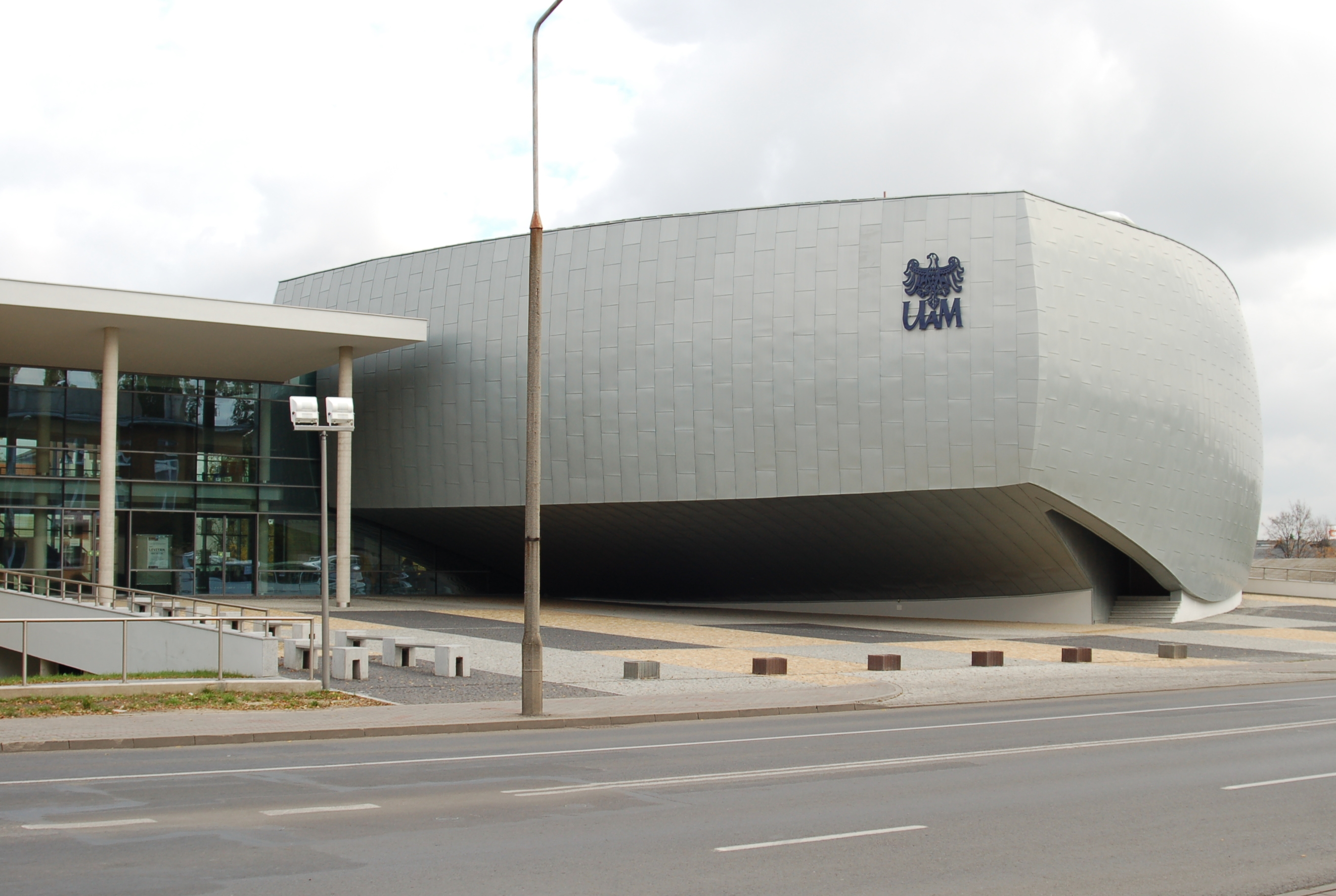
Wydział Pedagogiczno-Artystyczny w Kaliszu

Szkoła Nauk o Języku i Literaturze UAM:
- Wydział Anglistyki
- Wydział Etnolingwistyki
- Wydział Filologii Polskiej i Klasycznej
- Wydział Neofilologii

Szkoła Nauk Humanistycznych UAM:
- Wydział Antropologii i Kulturoznawstwa
- Wydział Archeologii
- Wydział Filozoficzny
- Wydział Historii
- Wydział Nauk o Sztuce
- Wydział Teologiczny

Szkoła Nauk Społecznych UAM:
- Wydział Geografii Społeczno-Ekonomicznej i Gospodarki Przestrzennej
- Wydział Nauk Politycznych i Dziennikarstwa
- Wydział Prawa i Administracji
- Wydział Psychologii i Kognitywistyki
- Wydział Socjologii
- Wydział Studiów Edukacyjnych

Szkoła Nauk Ścisłych UAM:
- Wydział Chemii
- Wydział Fizyki i Astronomii
- Wydział Matematyki i Informatyki

Szkoła Nauk Przyrodniczych UAM:
- Wydział Biologii
- Wydział Nauk Geograficznych i Geologicznych

Szkoły Doktorskie UAM:
- Szkoła Doktorska Nauk Humanistycznych
- Szkoła Doktorska Nauk o Języku i Literaturze
- Szkoła Doktorska Nauk Przyrodniczych
- Szkoła Doktorska Nauk Społecznych
- Szkoła Doktorska Nauk Ścisłych

### Filie
- Collegium Polonicum w Słubicach
- Instytut Kultury Europejskiej w Gnieźnie
- Nadnotecki Instytut UAM w Pile
- Wydział Pedagogiczno-Artystyczny w Kaliszu[64]

### Jednostki ogólnouczelniane
- Archiwum UAM – powstało 7 października 1957 jako jednostka ogólnouczelniana, w celu gromadzenia, przechowywania i udostępniania dokumentów wytworzonych przez uczelnię. Od 1977 roku do końca lat 80. za prowadzenie sekretariatu odpowiedzialny był Instytut Historii UAM, następnie była to jednostka międzywydziałowa, od lat 90. ponownie ogólnouczelniana. W przeszłości jednostką kierowali: kierownik (1957–1958), a następnie jako kurator Zdzisław Grot (1958–1969), Jerzy Marczewski (1958–1964) Franciszek Paprocki (1965–1969 i 1973–1978), Maria Banasiewicz (1969–1973), kurator Irena Radtke (1978–1988), Anna Ryfa (1980–1988), Ilona Czamańska (1988–1989) i Grzegorz Łukomski (1991–2005). Obecnym (od 2005) kierownikiem jest Anna Domalanus[65].
- Biblioteka Uniwersytecka
- Centrum Zaawansowanych Technologii
- Centrum Zarządzania Infrastrukturą i Projektami Informatycznymi
- Ogród Botaniczny
- Uczelniane Centrum Innowacji i Transferu Technologii UAM
- Wydawnictwo Naukowe UAM
- Muzeum Uniwersyteckie
- Studium Językowe UAM
- Studium Wychowania Fizycznego i Sportu

### Jednostki wspólne i międzyuczelniane
- Polsko-Niemiecki Instytut Badawczy w Collegium Polonicum
- Centrum NanoBioMedyczne
- Międzyuniwersyteckie Centrum Informatyzacji (MUCI)[potrzebny przypis][66]

### Zamiejscowe jednostki organizacyjne
- Stacja Monitoringu Środowiska Przyrodniczego w Białej Górze
- Stacja Geoekologiczna w Storkowie
- Stacja Polarna „Petuniabukta”
- Stacja Zintegrowanego Monitoringu Środowiska Przyrodniczego „Poznań-Morasko”[potrzebny przypis][67]

### Centra Uniwersyteckie[68]
- Centrum Badań im. Edyty Stein
- Centrum Badań Metropolitalnych
- Centrum Badań Migracyjnych
- Centrum Badań nad Partycypacją Kobiet w Przestrzeni Publicznej
- Centrum Humanistyki Otwartej
- Centrum Integracji Europejskiej
- Centrum Sztucznej Inteligencji[69]
- Centrum Zintegrowanego Monitoringu Środowiska Przyrodniczego
- Laboratorium 14C AMS
- Polski Instytut Archeologiczny w Atenach

## Władze uczelni
W kadencji 2024–2028:
| Rektorskie | Kanclerskie                                                          |
| --- | -------------------------------------------------------------------- |
| rektor: prof. dr hab. Bogumiła Kaniewska                                                                                | kanclerz: dr Marcin Wysocki                                          |
| prorektor ds. cyfryzacji i współpracy z gospodarką (dyrektor Szkoły Nauk Ścisłych): prof. dr hab. Michał Banaszak       | zastępca kanclerza ds. logistyczno-administracyjnych: Maria Buzińska |
| prorektor ds. nauki (dyrektor Szkoły Nauk o Języku i Literaturze): prof. dr hab. Katarzyna Dziubalska-Kołaczyk          | zastępca kanclerza ds. technicznych: Marek Sobczak                   |
| prorektor ds. relacji z otoczeniem społecznym (dyrektor Szkoły Nauk Społecznych): prof. dr hab. Zbyszko Melosik         |                                                                      |
| prorektor ds. kadr i szkół doktorskich: prof. dr hab. Piotr Pawluć                                                      |                                                                      |
| prorektor ds. współpracy międzynarodowej (dyrektor Szkoły Nauk Humanistycznych): dr hab. Rafał Witkowski                |                                                                      |
| prorektor ds. finansów i projektów badawczych (dyrektor Szkoły Nauk Przyrodniczych): prof. dr hab. Przemysław Wojtaszek |                                                                      |
| prorektor ds. studenckich i kształcenia: prof. dr hab. Joanna Wójcik                                                    |                                                                      |

## Absolwenci

### Ludzie nauki i kultury[potrzebnyprzypis]
- Filip Bajon
- prof. Monika Gruchmanowa
- prof. Stefan Jurga
- Renata Borowska-Juszczyńska
- Jan A.P. Kaczmarek
- prof. Hanna Kóčka-Krenz
- Grażyna Kulczyk
- prof. Andrzej Legocki
- prof. Bronisław Marciniak
- Wojciech Nentwig
- prof. Irena Obuchowska
- Sławomir Pietras
- Lech Raczak
- Marian Rejewski (absolwent Uniwersytetu Poznańskiego)
- Jerzy Różycki (absolwent Uniwersytetu Poznańskiego)
- Jadwiga Sobieska
- Stefan Stuligrosz
- prof. Zofia Trojanowiczowa
- Henryk Zygalski (absolwent Uniwersytetu Poznańskiego)

### Laureaci NagrodyFundacji na rzecz Nauki Polskiej[72]
- prof. Józef Barnaś
- prof. Tomasz Goslar
- prof. Mariusz Jaskólski
- prof. Włodzimierz J. Krzyżosiak
- prof. Tomasz Łuczak
- prof. Bogdan Marciniec
- prof. Jacek Radwan
- prof. Jerzy Strzelczyk
- prof. Andrzej Wiśniewski

### Literaci[potrzebnyprzypis]
- Stanisław Barańczak
- Piotr Bojarski
- Franciszek Fenikowski (absolwent Uniwersytetu Poznańskiego)
- Joanna Jodełka
- Piotr Michałowski (poeta)
- Egon Naganowski (absolwent Uniwersytetu Poznańskiego)
- Włodzimierz Odojewski (absolwent Uniwersytetu Poznańskiego)
- Leszek Prorok (absolwent Uniwersytetu Poznańskiego)
- Wincenty Różański

### Politycy[potrzebnyprzypis]
- Julia Przyłębska
- Jan Nowak-Jeziorański
- Wojciech Szczęsny Kaczmarek
- Stefan Korboński
- Benon Miśkiewicz
- Jadwiga Rotnicka
- Krzysztof Skubiszewski (absolwent Uniwersytetu Poznańskiego)
- Andrzej Stelmachowski
- Hanna Suchocka
- Marek Woźniak
- Roman Giertych
- Jacek Jaśkowiak

### Dziennikarze[potrzebnyprzypis]
- Marek Król
- Bogusława Latawiec
- Adam Michnik

## Kampusy
W północnej części miasta, w dzielnicy Morasko znajduje się kampus uniwersytecki, na terenie którego zlokalizowane są budynki wydziałów oraz Domu Studenckiego Meteor. Obecnie swoją siedzibę mają tam: Wydział Fizyki, Wydział Biologii, Wydział Nauk Geograficznych i Geologicznych, Wydział Matematyki i Informatyki, Wydział Nauk Politycznych i Dziennikarstwa, Wydział Chemii, Wydział Historii, Wydział Archeologii oraz Wydział Geografii Społeczno-Ekonomicznej i Gospodarki Przestrzennej.
W skład Kampusu Śródmiejskiego wchodzą: Wydział Neofilologii, Wydział Anglistyki, Wydział Filologii Polskiej i Klasycznej, Wydział Prawa i Administracji, Wydział Nauk o Sztuce oraz Wydział Teologiczny.
W Kampusie Ogrody zlokalizowane są: Wydział Studiów Edukacyjnych, Wydział Antropologii i Kulturoznawstwa, Wydział Filozoficzny, Wydział Socjologii oraz Wydział Psychologii i Kognitywistyki.

## Galeria

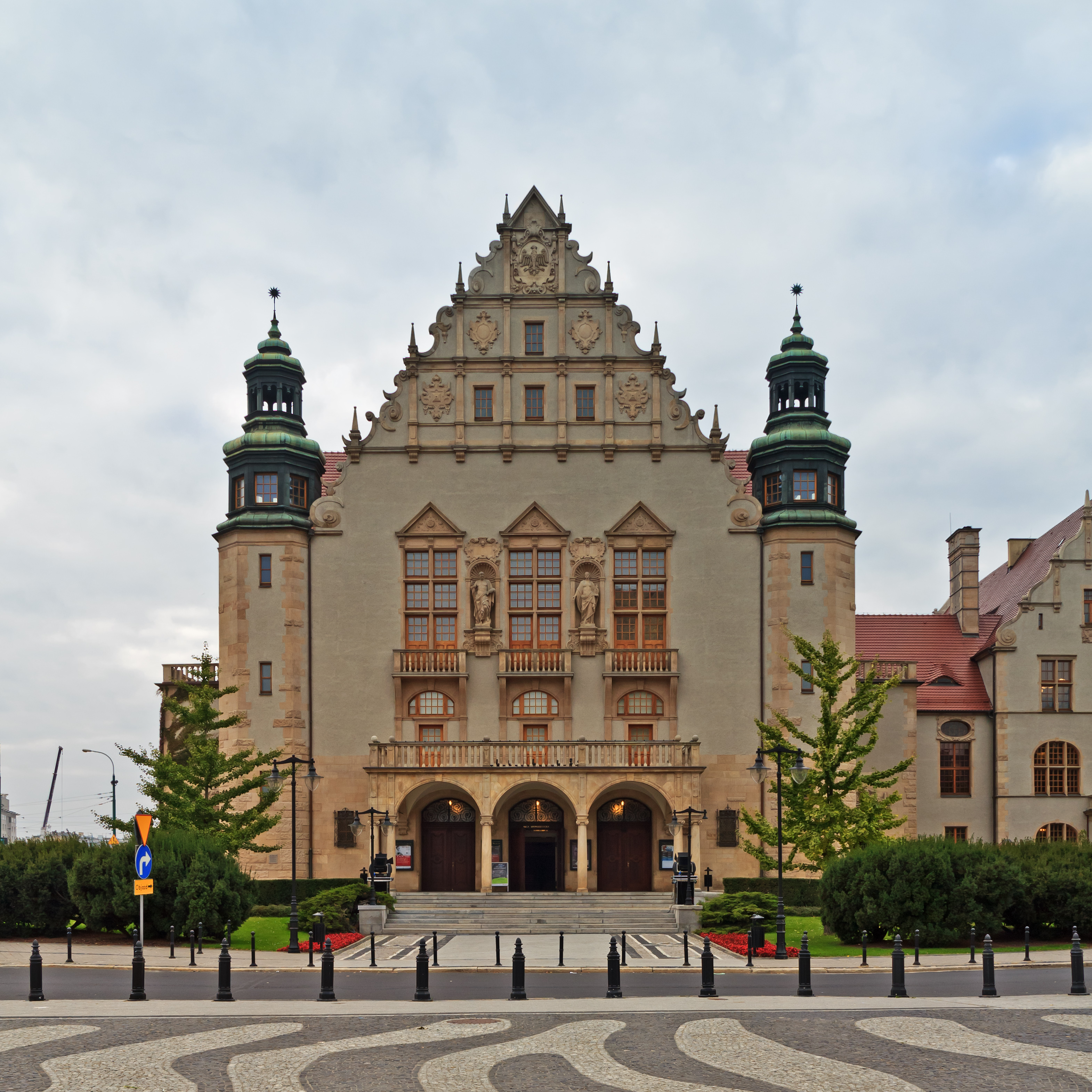
Aula Uniwersytecka i Collegium Minus
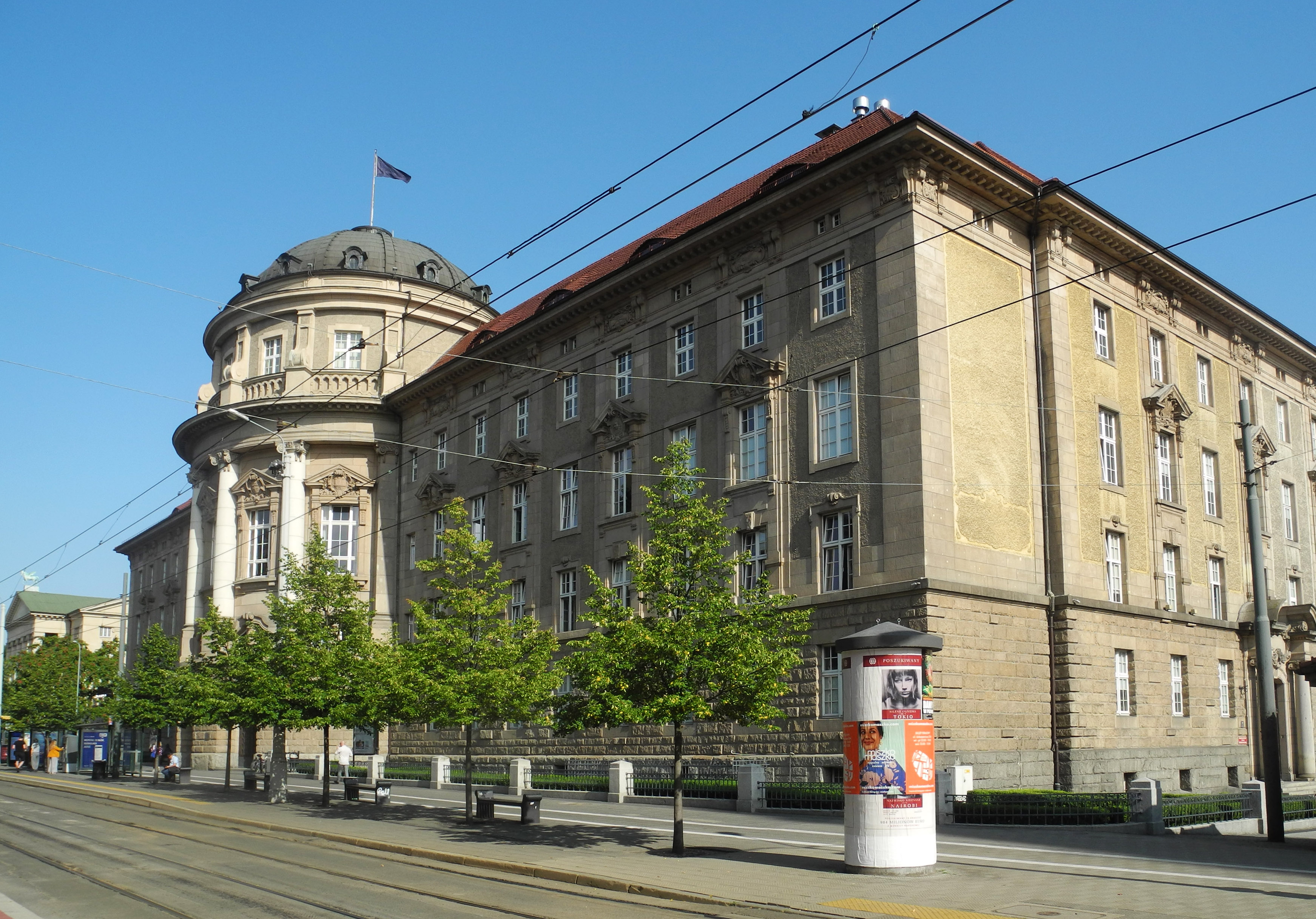
Collegium Maius
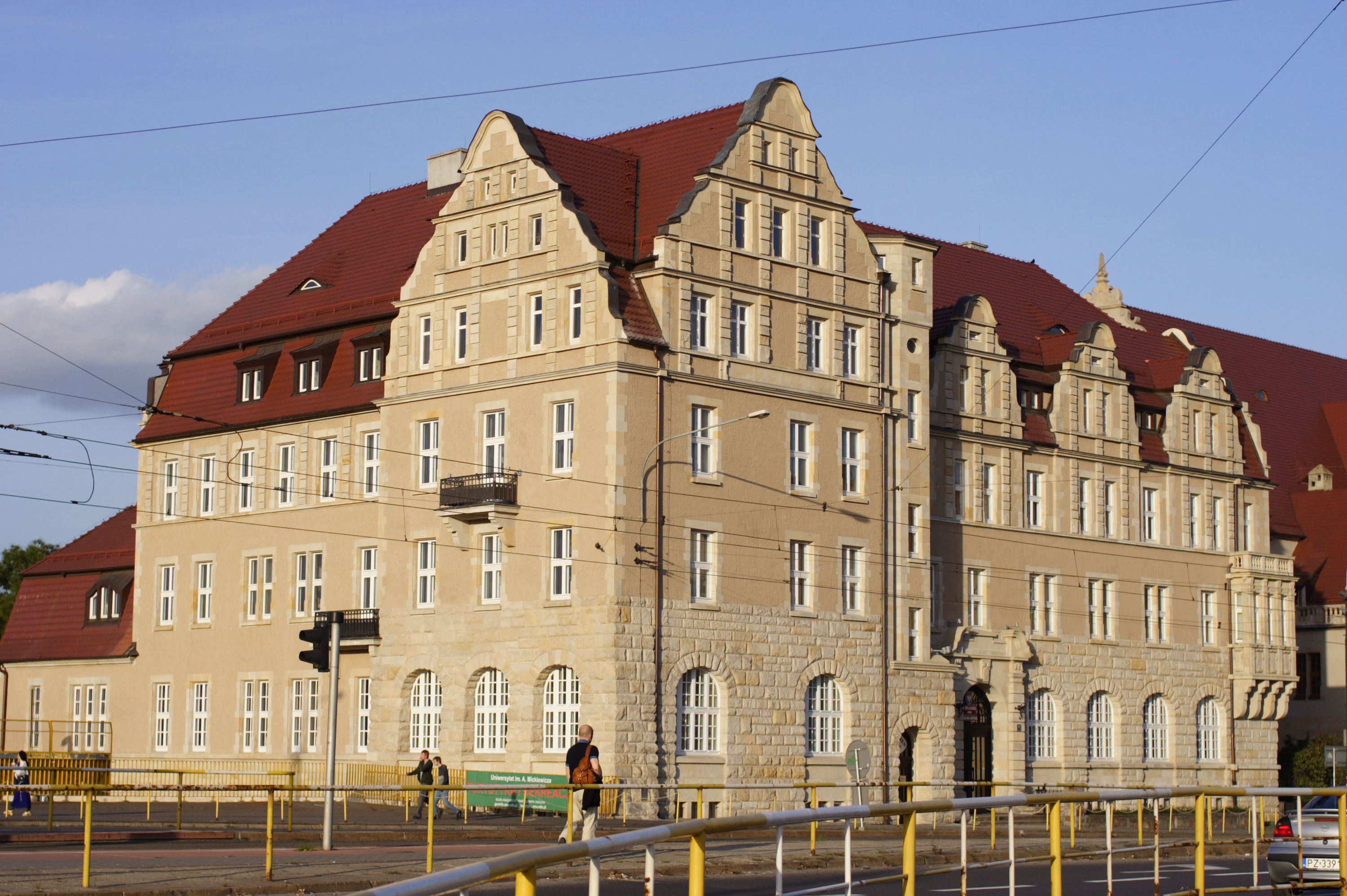
Collegium Iuridicum
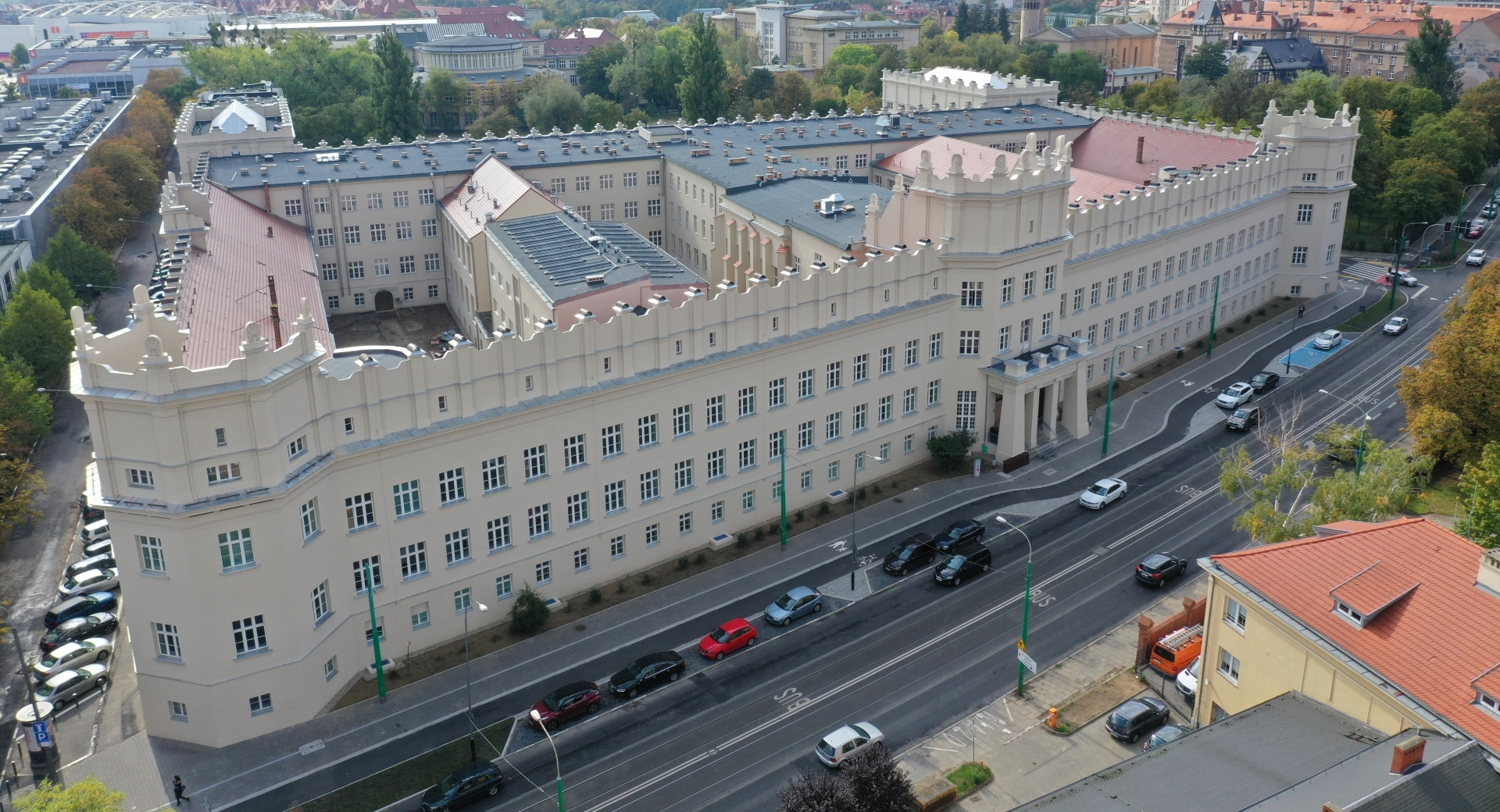
Collegium Heliodori Święcicki
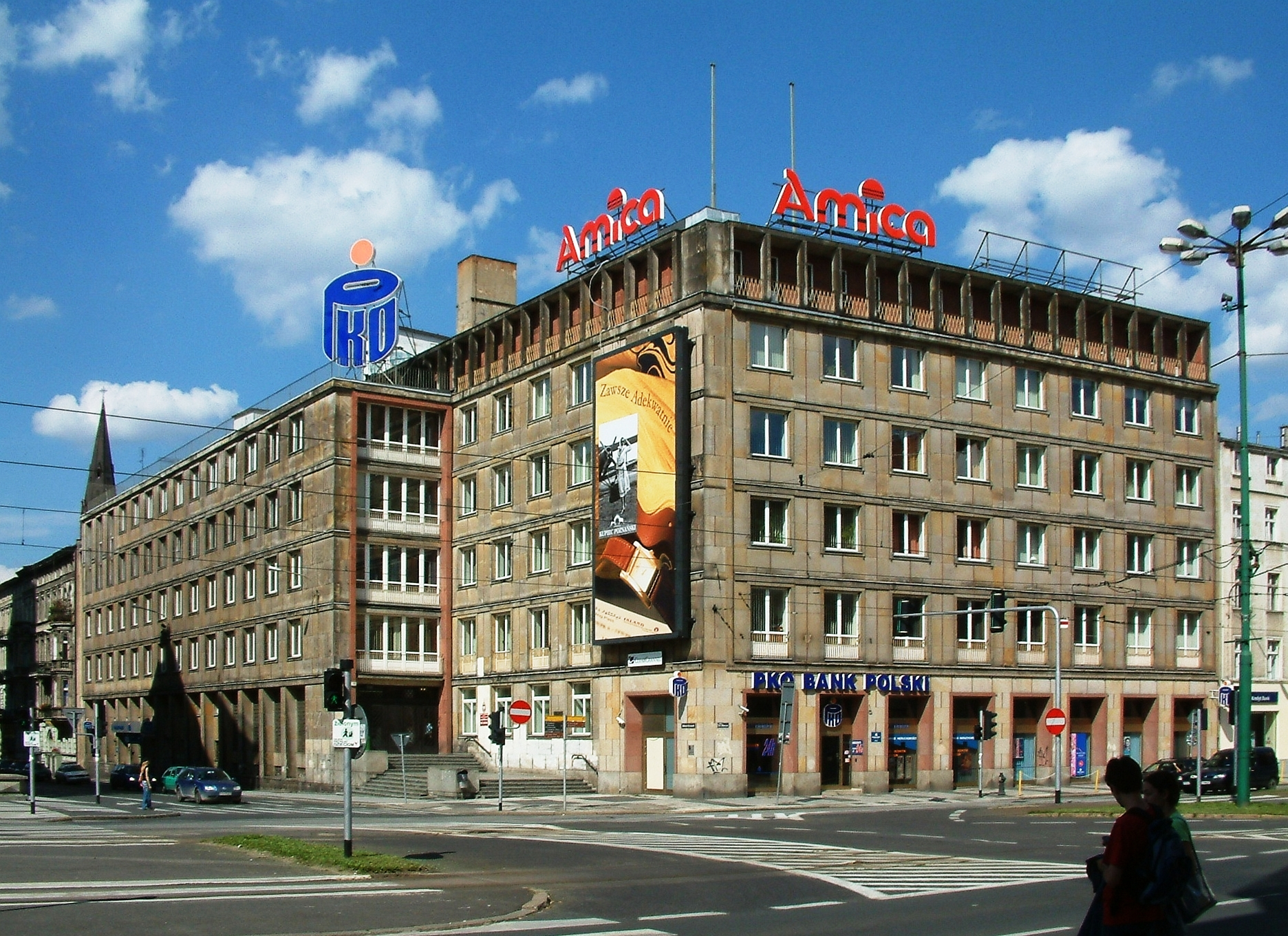
Collegium Martineum
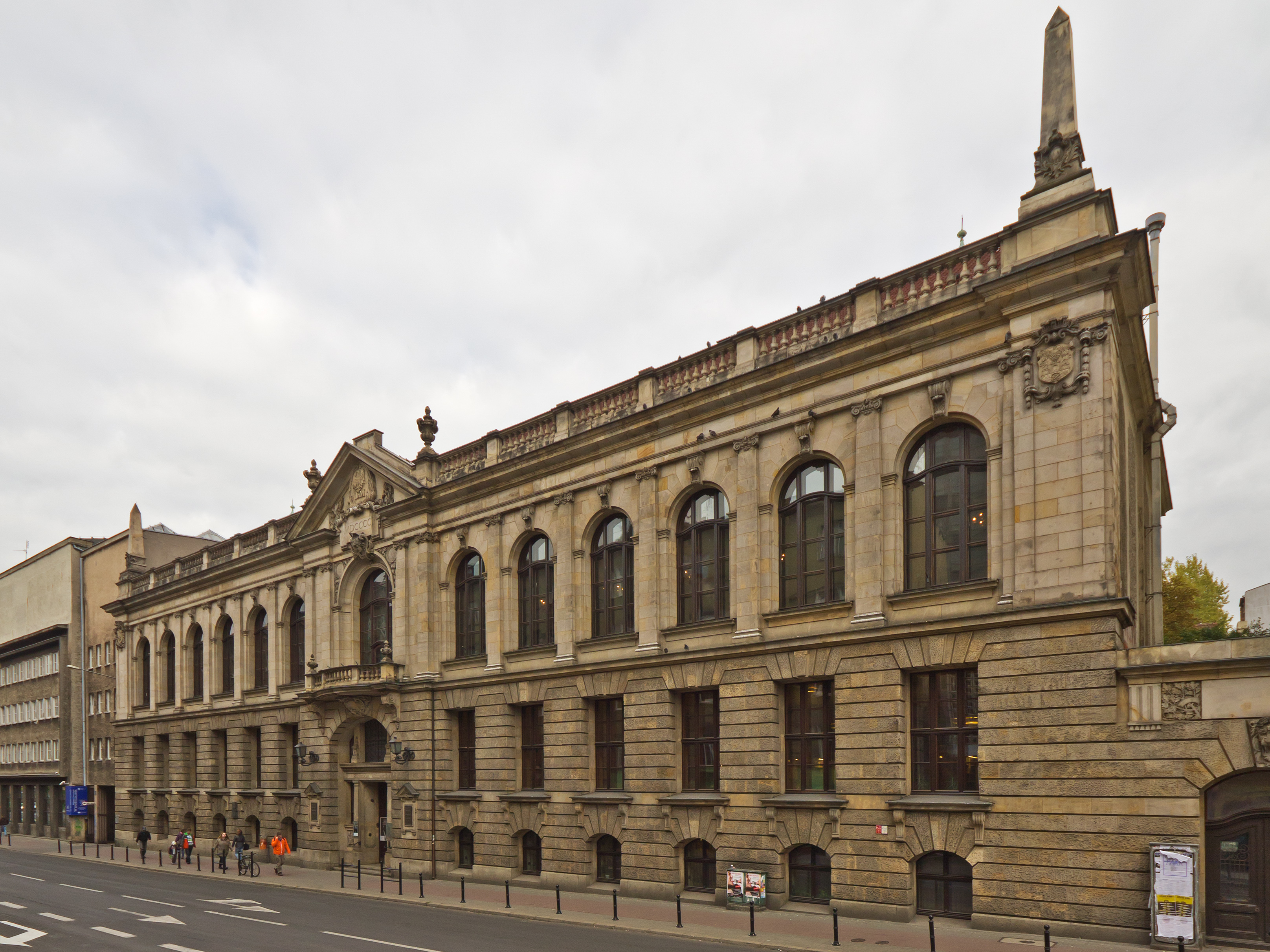
Biblioteka UAM
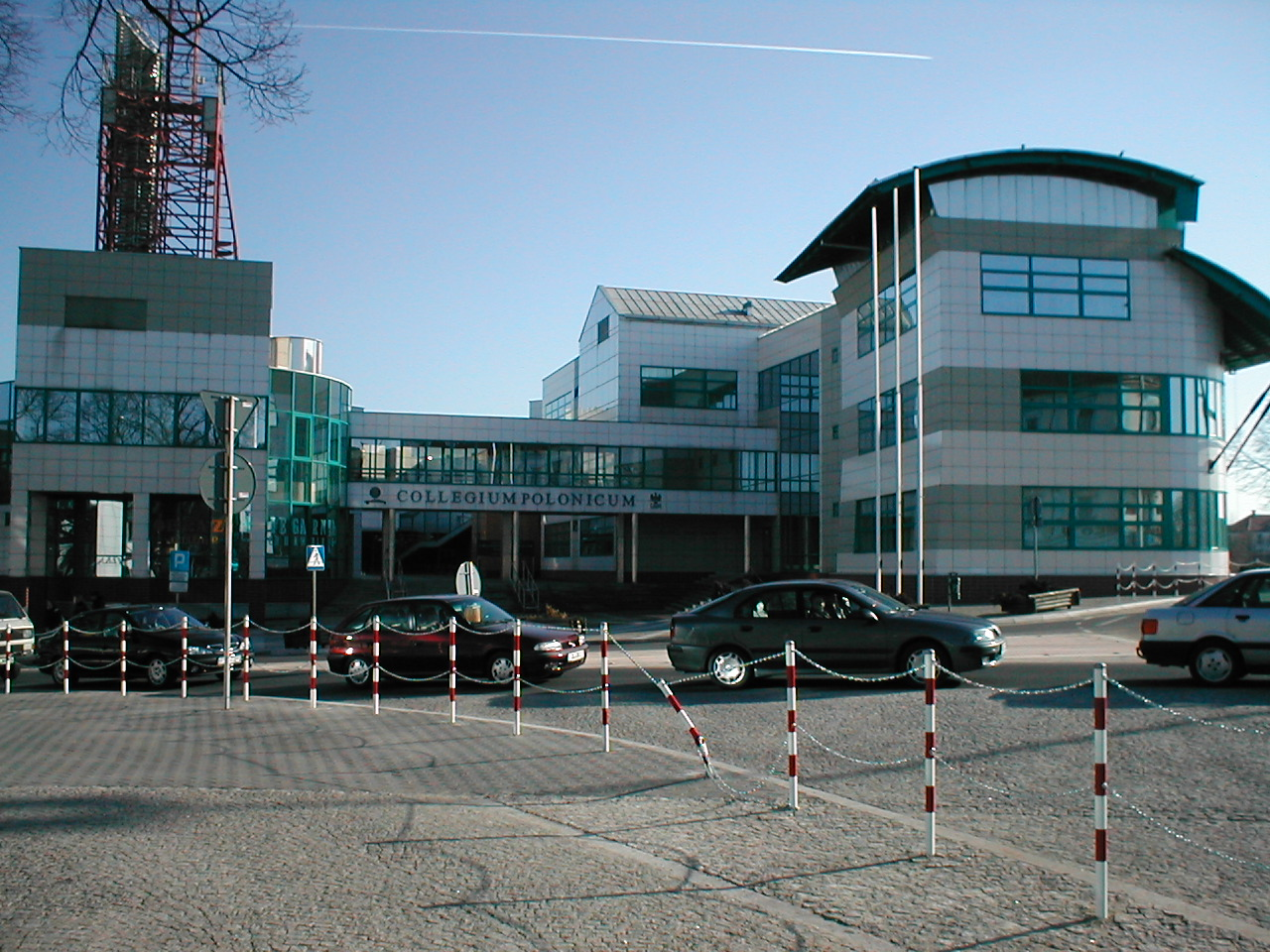
Collegium Polonicum w Słubicach
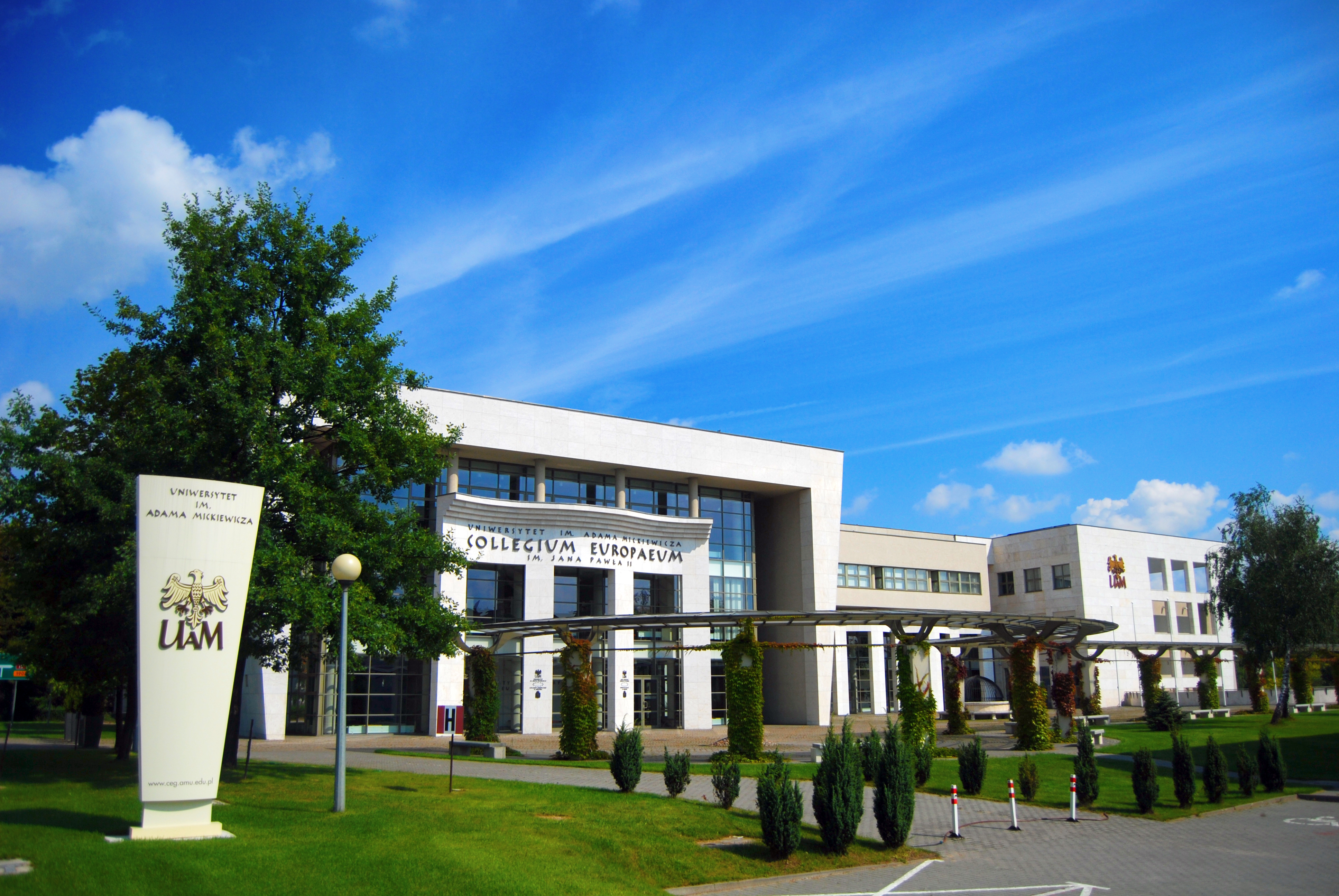
Instytut Kultury Europejskiej w Gnieźnie (Collegium Europaeum Gnesnense)